# Деймон, Мэтт
Мэ́ттью Пейдж Де́ймон (англ. Matthew Paige Damon; род. 8 октября 1970[…], Кембридж, Массачусетс) — американский актёр кино, телевидения и озвучивания, сценарист и продюсер. Лауреат премии «Оскар» и двух премий «Золотой глобус», а также номинант на премии «Эмми» и  BAFTA.
Наиболее известные фильмы с участием Мэтта Деймона: «Умница Уилл Хантинг» (1997), «Спасти рядового Райана» (1998), «Догма» (1999), «Талантливый мистер Рипли» (1999); три части о приключениях друзей Оушена: «Одиннадцать друзей Оушена» (2001), «Двенадцать друзей Оушена» (2004), «Тринадцать друзей Оушена» (2007); тетралогия о Джейсоне Борне: «Идентификация Борна» (2002), «Превосходство Борна» (2004), «Ультиматум Борна» (2007) и «Джейсон Борн» (2016); а также фильмы «Отступники» (2006), «Интерстеллар» (2014), «Марсианин» (2015), «Ford против Ferrari» (2019) и «Оппенгеймер» (2023).

## Биография
Мэттью Пейдж Деймон родился 8 октября 1970 года в американском городе Кембридж штата Массачусетс, где находится известный Гарвардский университет. Первые два года его жизни прошли в богатом бостонском пригороде Ньютоне. Его отец Кент Деймон (1943—2017) был налоговым инспектором, а мать Нэнси Карлссон-Пейдж — профессором университета Лесли, специалистом в области начального образования. Имеет шотландские и английские корни со стороны отца, а со стороны матери имеет дедушку-финна и бабушку-шведку. У Мэтта Деймона есть старший брат Кайл (род. 1967), скульптор.
В 1973 году, когда Мэтту Деймону не было ещё 3 лет, его родители развелись, поэтому он вместе с братом остался на воспитании у матери в Кэмбридже. Будущий актёр вырос в доме, в котором жили ещё пять семей. Одним из соседей был левый историк Говард Зинн, автор книги «Народная история США», которую Мэтт Деймон упомянет в своём будущем фильме «Умница Уилл Хантинг».
«Это было прекрасное время обучения в младшей и старшей школе. Такая среда является самой лучшей именно для актёра. Массу положительных человеческих начал окружает огромное количество различных перспектив»
В 1978 году, в возрасте восьми лет, Мэтт Деймон познакомился со своим дальним родственником Беном Аффлеком, который жил на его улице через два квартала. Уже тогда они стали лучшими друзьями, а в будущем — профессиональными партнёрами на сцене. К 1986 году Мэтт понял, что хочет быть только актёром. Поэтому он сказал об этом своим родителям и собрался отправиться в Нью-Йорк, чтобы попробовать там пройти пробы в одном из агентств. Но отец и мать были не слишком рады этому: они разрешили ему поехать, но при условии, что сам оплатит себе дорогу. К тому времени все сбережения Деймона составляли около 200 долларов, которые ему пришлось потратить на путешествие. В Нью-Йорке будущему актёру удалось появиться в рекламе бренда TJ Maxx.

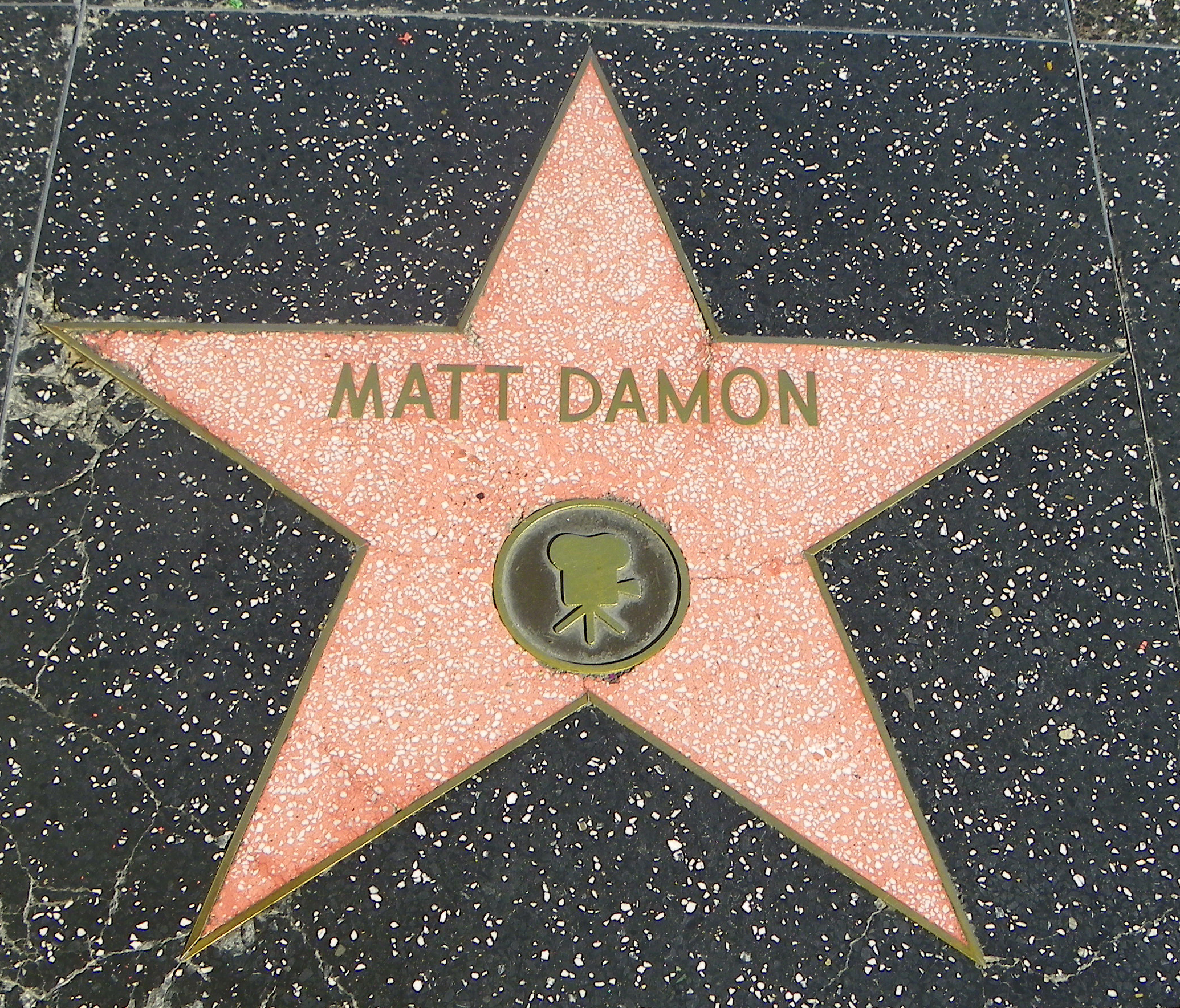
Звезда Мэтта Деймона на Голливудской «Аллее славы»

Первые небольшие роли Деймон сыграл, будучи студентом. В 1996 году появился в фильме «Мужество в бою» с Дензелом Вашингтоном и Мег Райан. Вместе с Беном Аффлеком они продолжили написание сценария к фильму «Умница Уилл Хантинг». Но киностудии отказывались покупать его из-за того, что Деймон с Аффлеком желали играть в фильме. В итоге сценарий приобрела кинокомпания Miramax Films. Фильм «Умница Уилл Хантинг» (1997) принёс Деймону и Аффлеку «Оскар» за лучший сценарий. С бюджетом в 10 млн долларов картина собрала 225 млн долларов в мировом прокате. В 1995 году отказался исполнить роль в фильме «Быстрый и мёртвый», которую в конце концов сыграл Леонардо Ди Каприо. Актёр мог сыграть одну из ролей в фильме «Умереть во имя» (1995), но в итоге роль досталась Хоакину Фениксу.
В 1998 году сыграл в фильме «Спасти рядового Райана» Стивена Спилберга. В 1999 году с Беном Аффлеком снимается в комедии о двух падших ангелах «Догма» Кевина Смита и «Талантливый мистер Рипли» режиссёра Энтони Мингеллы с Гвинет Пэлтроу и Джудом Лоу. Для того, чтобы исполнить главную роль в фильме «Талантливый мистер Рипли», Мэтт Деймон похудел на 13,5 килограммов. К тому же ему пришлось выучиться игре на пианино.

## Личная жизнь

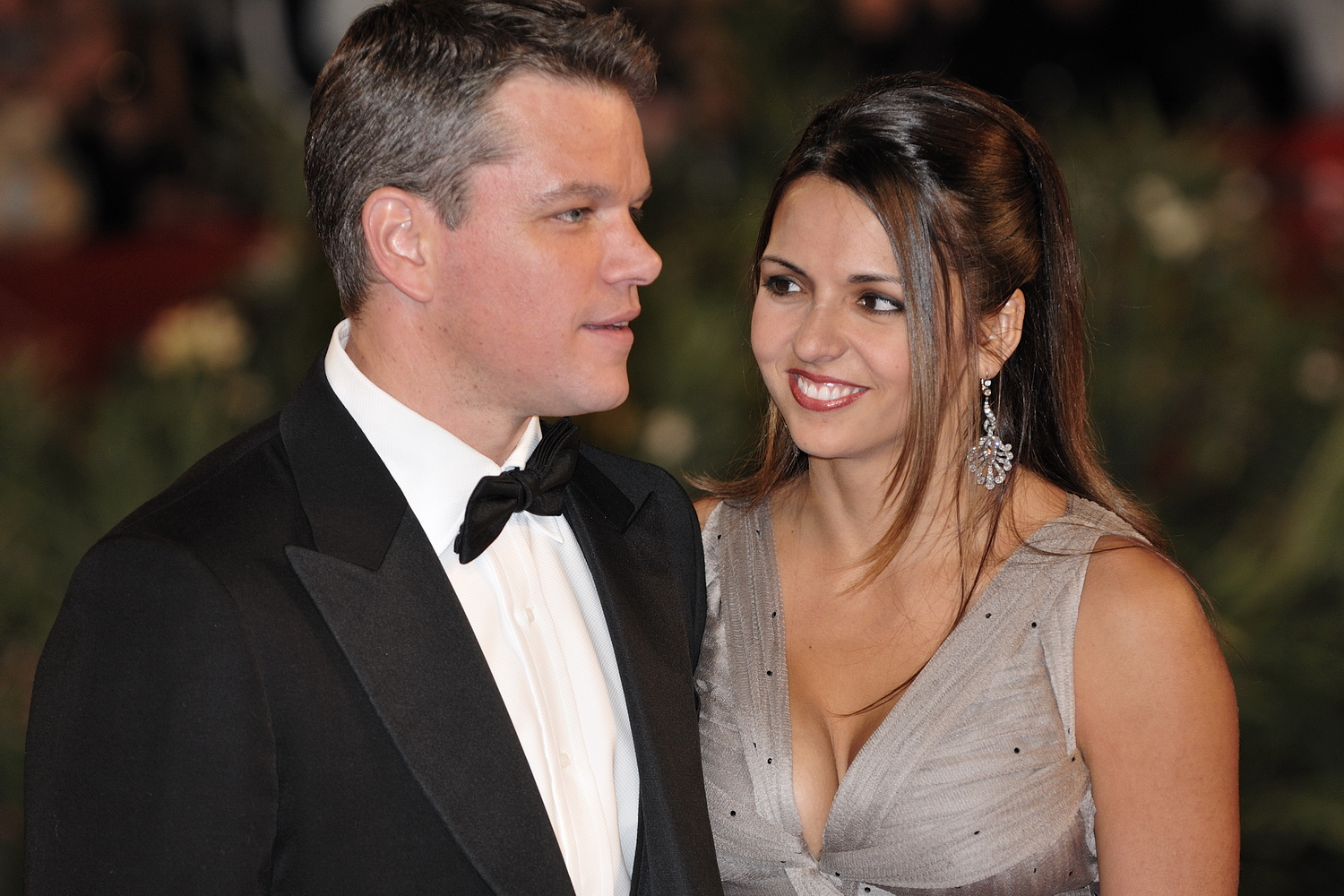
Мэтт Деймон с женой Люсией Барросо в 2009 году

Мэтт Деймон женат на аргентинке Лусиане Босан Барросо (род. 1976). Познакомились будущие супруги в 2003 году в Майами, где Лусиана работала барменом. Свадьба состоялась 9 декабря 2005 года в Нью-Йорке (Лусиана к тому времени была беременна). Регистрация проводилась в Манхэттенском бюро регистрации браков.
11 июня 2006 года в городе Майами (штат Флорида) у них родилась дочь Изабелла. 20 августа 2008 года в семье Мэтта появилась вторая девочка, её назвали Джиа Завала. В октябре 2010 года родилась третья дочь, которой дали имя Стелла Завала. У Лусианы также есть дочь Алексия (р. 1999) от первого брака.
Актёр курил, но бросил после визита к гипнотизёру.
Болеет за бейсбольный клуб «Бостон Ред Сокс» из родного Массачусетса.

## Фильмография

### Кино
| Год  | Название на русском                         | Оригинальное название                          | Роль                              | Примечания                            |
| ---- | ------------------------------------------- | ---------------------------------------------- | --------------------------------- | ------------------------------------- |
| 1988 | Мистическая пицца                           | Mystic Pizza                                   | Стимер                            |                                       |
| 1988 | Хорошая мать                                | The Good Mother                                | роль в массовке                   | не указан в титрах                    |
| 1989 | Поле его мечты                              | Field of Dreams                                | бейсбольный фанат                 | не указан в титрах                    |
| 1992 | Школьные узы                                | School Ties                                    | Чарли Диллон                      |                                       |
| 1993 | Джеронимо: Американская легенда             | Geronimo: An American Legend                   | лейтенант Бриттон Дэвис           |                                       |
| 1995 | Блеск славы                                 | Glory Daze                                     | Эдгар Падуокер                    |                                       |
| 1996 | Мужество в бою                              | Courage under Fire                             | Иларио                            |                                       |
| 1997 | В погоне за Эми                             | Chasing Amy                                    | Шон Оран                          |                                       |
| 1997 | Благодетель                                 | The Rainmaker                                  | Руди Бейлор                       |                                       |
| 1997 | Умница Уилл Хантинг                         | Good Will Hunting                              | Уилл Хантинг                      |                                       |
| 1998 | Спасти рядового Райана                      | Saving Private Ryan                            | рядовой Джеймс Райан              |                                       |
| 1998 | Шулера                                      | Rounders                                       | Майк Макдермотт                   |                                       |
| 1999 | Догма                                       | Dogma                                          | Локи                              |                                       |
| 1999 | Талантливый мистер Рипли                    | The Talented Mr. Ripley                        | Том Рипли                         |                                       |
| 2000 | Титан: После гибели Земли                   | Titan A.E.                                     | Кейл Такер                        | мультфильм; озвучка                   |
| 2000 | Легенда Багера Ванса                        | The Legend of Bagger Vance                     | Раннульф Джуну                    |                                       |
| 2000 | Найти Форрестера                            | Finding Forrester                              | Сандерсон                         |                                       |
| 2000 | Неукротимые сердца                          | All The Pretty Horses                          | Джон Грейди Коул                  |                                       |
| 2001 | Джей и Молчаливый Боб наносят ответный удар | Jay and Silent Bob Strike Back                 | в роли самого себя / Уилл Хантинг |                                       |
| 2001 | Одиннадцать друзей Оушена                   | Ocean’s Eleven                                 | Лайнус Колдуэлл                   |                                       |
| 2001 | Мажестик                                    | The Majestic                                   | Люк Тримбл                        | озвучка                               |
| 2002 | Джерри                                      | Gerry                                          | Джерри                            |                                       |
| 2002 | Спирит: Душа прерий                         | Spirit: Stallion of the Cimarron               | Спирит                            | мультфильм; озвучка                   |
| 2002 | Третий лишний                               | The Third Wheel                                | Кевин                             | не указан в титрах                    |
| 2002 | Идентификация Борна                         | The Bourne Identity                            | Джейсон Борн                      |                                       |
| 2002 | Признания опасного человека                 | Confessions of a Dangerous Mind                | Мэтт, второй холостяк             |                                       |
| 2003 | Застрял в тебе                              | Stuck on You                                   | Боб Тенор                         |                                       |
| 2004 | Евротур                                     | Eurotrip                                       | Донни                             |                                       |
| 2004 | Девушка из Джерси                           | Jersey Girl                                    | сотрудник пиар-агентства          |                                       |
| 2004 | Превосходство Борна                         | The Bourne Supremacy                           | Джейсон Борн                      |                                       |
| 2004 | Двенадцать друзей Оушена                    | Ocean’s Twelve                                 | Лайнус Колдуэлл                   |                                       |
| 2005 | Братья Гримм                                | The Brothers Grimm                             | Уилл Гримм                        |                                       |
| 2005 | Путешествие на Луну 3D                      | Magnificent Desolation: Walking on the Moon 3D | Эл Шепард                         | документальный короткометражный фильм |
| 2005 | Сириана                                     | Syriana                                        | Брайан Вудман                     |                                       |
| 2006 | Отступники                                  | The Departed                                   | Колин Салливан                    |                                       |
| 2006 | Ложное искушение                            | The Good Shepherd                              | Эдвард Уилсон                     |                                       |
| 2007 | Тринадцать друзей Оушена                    | Ocean’s Thirteen                               | Лайнус Колдуэлл                   |                                       |
| 2007 | Ультиматум Борна                            | The Bourne Ultimatum                           | Джейсон Борн                      |                                       |
| 2007 | Молодость без молодости                     | Youth Without Youth                            | репортёр журнала Life             | не указан в титрах                    |
| 2008 | Че: Часть вторая                            | Che: Part Two                                  | Шварц                             |                                       |
| 2008 | Рыбка Поньо на утёсе                        | 崖の上のポニョ                                 | Коити                             | мультфильм; английский дубляж         |
| 2009 | Информатор                                  | The Informant!                                 | Марк Уитекр                       |                                       |
| 2009 | Непокорённый                                | Invictus                                       | Франсуа Пинар                     |                                       |
| 2010 | Не брать живым                              | Green Zone                                     | офицер Рой Миллер                 |                                       |
| 2010 | Потустороннее                               | Hereafter                                      | Джордж Лонеган                    |                                       |
| 2010 | Железная хватка                             | True Grit                                      | Лабиф                             |                                       |
| 2011 | Меняющие реальность                         | The Adjustment Bureau                          | Дэвид Норрис                      |                                       |
| 2011 | Заражение                                   | Contagion                                      | Митч Эмхофф                       |                                       |
| 2011 | Маргарет                                    | Margaret                                       | мистер Аарон                      |                                       |
| 2011 | Делай ноги 2                                | Happy Feet Two                                 | криль Билл                        | мультфильм; озвучка                   |
| 2011 | Мы купили зоопарк                           | We Bought a Zoo                                | Бенджамин Ми                      |                                       |
| 2012 | Страна обетованная                          | Promised Land                                  | Стив Батлер                       |                                       |
| 2013 | Элизиум — рай не на Земле                   | Elysium                                        | Макс Да Коста                     |                                       |
| 2013 | Теорема Зеро                                | The Zero Theorem                               | Управляющий                       |                                       |
| 2014 | Охотники за сокровищами                     | The Monuments Men                              | Джеймс Грейнджер                  |                                       |
| 2014 | Интерстеллар                                | Interstellar                                   | доктор Манн                       |                                       |
| 2015 | Марсианин                                   | The Martian                                    | астронавт Марк Уотни              |                                       |
| 2016 | Джейсон Борн                                | Jason Bourne                                   | Джейсон Борн                      |                                       |
| 2016 | Великая стена                               | The Great Wall                                 | Уиллем Гэрин                      |                                       |
| 2017 | Короче                                      | Downsizing                                     | Пол Сафранек                      |                                       |
| 2017 | Субурбикон                                  | Suburbicon                                     | Гарднер                           |                                       |
| 2017 | Тор: Рагнарёк                               | Thor: Ragnarok                                 | актёр, играющий роль Локи         | камео, не указан в титрах             |
| 2018 | Не в себе                                   | Unsane                                         | детектив Фергюсон                 |                                       |
| 2018 | Дэдпул 2                                    | Deadpool 2                                     | деревенщина на пикапе             | указан в титрах под другим именем     |
| 2019 | Ford против Ferrari                         | Ford v Ferrari                                 | Кэррол Шелби                      |                                       |
| 2019 | Джей и Молчаливый Боб: Перезагрузка         | Jay and Silent Bob Reboot                      | Локи                              | не указан в титрах                    |
| 2021 | Без резких движений                         | No Sudden Move                                 | Майк Лоуэн                        | не указан в титрах                    |
| 2021 | Последняя дуэль                             | The Last Duel                                  | Жан де Карруж                     |                                       |
| 2021 | Тихий омут                                  | Stillwater                                     | Билл Бейкер                       |                                       |
| 2022 | Тор: Любовь и гром                          | Thor: Love and Thunder                         | актёр, играющий роль Локи         | камео                                 |
| 2023 | Air: Большой прыжок                         | Air                                            | Сонни Ваккаро                     |                                       |
| 2023 | Оппенгеймер                                 | Oppenheimer                                    | Лесли Гровс                       |                                       |
| 2024 | Красотки в бегах                            | Drive-Away Dolls                               | сенатор Чанел                     |                                       |
| 2024 | Воображаемые друзья                         | Imaginary Friends                              | цветок                            | мультфильм; озвучка                   |
| 2024 | Зачинщики                                   | The Instigators                                | Рори                              |                                       |
| 2026 | Лакомый кусок                               | The Rip                                        |                                   |                                       |
| 2026 | Одиссея                                     | The Odyssey                                    | Одиссей                           |                                       |

### Телевидение
| Год       | Название на русском                   | Оригинальное название        | Роль                                       | Примечания                                              |
| --------- | ------------------------------------- | ---------------------------- | ------------------------------------------ | ------------------------------------------------------- |
| 1990      | Сын — восходящая звезда               | Rising Son                   | Чарли Робинсон                             | телефильм                                               |
| 1995      | Хорошие старые парни                  | The Good Old Boys            | Коттон Келлоуэй                            | телефильм                                               |
| 2002      | Уилл и Грейс                          | Will & Grace                 | Оуэн                                       | эпизод: Chorus Lie                                      |
| 2002      | Шоу Берни Мака                        | The Bernie Mac Show          | в роли самого себя                         | эпизод: Keep It on the Short Grass                      |
| 2005      | Закон и порядок: Преступное намерение | Law & Order: Criminal Intent | в роли самого себя                         | эпизод: The Unblinking Eye                              |
| 2007      | Артур                                 | Arthur                       | в роли самого себя                         | мультсериал; эпизод: The Making of Arthur/Dancing Fools |
| 2009      | Красавцы                              | Entourage                    | в роли самого себя                         | эпизод: Give a Little Bit                               |
| 2009      | В кубе                                | Cubed                        | в роли самого себя                         | эпизод: Episode #1.12                                   |
| 2010—2011 | Студия 30                             | 30 Rock                      | Кэрол                                      | телесериал; 4 эпизода                                   |
| 2011—2018 | Субботним вечером в прямом эфире      | Saturday Night Live          | Бретт М. Кавано / привлекательный наркоман | телесериал; 2 эпизода                                   |
| 2013      | Обитель лжи                           | House of Lies                | в роли самого себя                         | эпизод: Damonschildren.org                              |
| 2013      | За канделябрами                       | Behind the Candelabra        | Скотт Торсон                               | телефильм                                               |
| 2015      | Джимми Киммел в прямом эфире          | Jimmy Kimmel Live!           | Кабби Херлихи                              | эпизод: Kerry Washington/Dave Salmoni/Ne-Yo             |

## Награды и номинации
| Награда                        | Год  | Категория                                                                          | Название работы                  | Результат |
| ------------------------------ | ---- | ---------------------------------------------------------------------------------- | -------------------------------- | --------- |
| Оскар                          | 1998 | Лучшая мужская роль                                                                | Умница Уилл Хантинг              | Номинация |
| Оскар                          | 1998 | Лучший оригинальный сценарий (совместно с Беном Аффлеком)                          | Умница Уилл Хантинг              | Победа    |
| Оскар                          | 2010 | Лучшая мужская роль второго плана                                                  | Непокорённый                     | Номинация |
| Оскар                          | 2016 | Лучшая мужская роль                                                                | Марсианин                        | Номинация |
| Оскар                          | 2017 | Лучший фильм                                                                       | Манчестер у моря                 | Номинация |
| Золотой глобус                 | 1998 | Лучшая мужская роль в драматическом фильме                                         | Умница Уилл Хантинг              | Номинация |
| Золотой глобус                 | 1998 | Лучший сценарий (совместно с Беном Аффлеком)                                       | Умница Уилл Хантинг              | Победа    |
| Золотой глобус                 | 2000 | Лучшая мужская роль в драматическом фильме                                         | Талантливый мистер Рипли         | Номинация |
| Золотой глобус                 | 2010 | Лучшая мужская роль второго плана в кинофильме                                     | Непокорённый                     | Номинация |
| Золотой глобус                 | 2010 | Лучшая мужская роль в комедийном фильме или мюзикле                                | Информатор                       | Номинация |
| Золотой глобус                 | 2014 | Лучшая мужская роль в мини-сериале или телефильме                                  | За канделябрами                  | Номинация |
| Золотой глобус                 | 2016 | Лучшая мужская роль в комедийном фильме или мюзикле                                | Марсианин                        | Победа    |
| Прайм-таймовая премия «Эмми»   | 2011 | Лучший приглашённый актёр в комедийном телесериале                                 | Студия 30                        | Номинация |
| Прайм-таймовая премия «Эмми»   | 2013 | Лучшая мужская роль в мини-сериале или телефильме                                  | За канделябрами                  | Номинация |
| Прайм-таймовая премия «Эмми»   | 2019 | Лучший приглашённый актёр в комедийном телесериале                                 | Субботним вечером в прямом эфире | Номинация |
| BAFTA                          | 2014 | Лучшая мужская роль второго плана                                                  | За канделябрами                  | Номинация |
| BAFTA                          | 2016 | Лучшая мужская роль                                                                | Марсианин                        | Номинация |
| BAFTA                          | 2017 | Лучший фильм                                                                       | Манчестер у моря                 | Номинация |
| Берлинский кинофестиваль       | 1998 | «Серебряный медведь» за выдающиеся персональные достижения                         | Умница Уилл Хантинг              | Победа    |
| Премия Гильдии киноактёров США | 1998 | Лучшая мужская роль                                                                | Умница Уилл Хантинг              | Номинация |
| Премия Гильдии киноактёров США | 1998 | Лучший актёрский состав в игровом кино                                             | Умница Уилл Хантинг              | Номинация |
| Премия Гильдии киноактёров США | 1999 | Лучший актёрский состав в игровом кино                                             | Спасти рядового Райана           | Номинация |
| Премия Гильдии киноактёров США | 2007 | Лучший актёрский состав в игровом кино                                             | Отступники                       | Номинация |
| Премия Гильдии киноактёров США | 2010 | Лучшая мужская роль второго плана                                                  | Непокорённый                     | Номинация |
| Премия Гильдии киноактёров США | 2014 | Лучшая мужская роль в телефильме или мини-сериале                                  | За канделябрами                  | Номинация |
| Спутник                        | 1998 | Лучшая мужская роль в кинофильме                                                   | Умница Уилл Хантинг              | Номинация |
| Спутник                        | 1998 | Лучший оригинальный сценарий совместно с Беном Аффлеком                            | Умница Уилл Хантинг              | Победа    |
| Спутник                        | 2006 | Лучший актёрский состав в игровом кино                                             | Отступники                       | Победа    |
| Спутник                        | 2009 | Лучшая мужская роль в кинофильме                                                   | Информатор                       | Номинация |
| Спутник                        | 2014 | Лучшая мужская роль в мини-сериале или телефильме                                  | За канделябрами                  | Номинация |
| Спутник                        | 2016 | Лучшая мужская роль в кинофильме                                                   | Марсианин                        | Номинация |
| Сатурн                         | 2005 | Лучший киноактёр                                                                   | Превосходство Борна              | Номинация |
| Сатурн                         | 2016 | Лучший киноактёр                                                                   | Марсианин                        | Номинация |
| MTV Movie Awards               | 1998 | Лучший поцелуй (совместно с Минни Драйвер)                                         | Умница Уилл Хантинг              | Номинация |
| MTV Movie Awards               | 1998 | Лучший актёрский дуэт (совместно с Беном Аффлеком)                                 | Умница Уилл Хантинг              | Номинация |
| MTV Movie Awards               | 1998 | Лучшая мужская роль                                                                | Умница Уилл Хантинг              | Номинация |
| MTV Movie Awards               | 2000 | Лучший музыкальный момент (совместно с (совместно с Джудом Лоу и Розарио Фиорелло) | Талантливый мистер Рипли         | Номинация |
| MTV Movie Awards               | 2000 | Лучший кинозлодей                                                                  | Талантливый мистер Рипли         | Номинация |
| MTV Movie Awards               | 2002 | Лучшая актёрская команда                                                           | Одиннадцать друзей Оушена        | Номинация |
| MTV Movie Awards               | 2004 | Лучшее камео                                                                       | Евротур                          | Номинация |
| MTV Movie Awards               | 2005 | Лучший киногерой                                                                   | Превосходство Борна              | Номинация |
| MTV Movie Awards               | 2005 | Лучшая мужская роль                                                                | Превосходство Борна              | Номинация |
| MTV Movie Awards               | 2008 | Лучший бой (совместно с Джоуи Анса)                                                | Ультиматум Борна                 | Номинация |
| MTV Movie Awards               | 2008 | Лучшая мужская роль                                                                | Ультиматум Борна                 | Номинация |
| MTV Movie Awards               | 2016 | Лучшая мужская роль                                                                | Марсианин                        | Номинация |